# Jean Despres
Jean Despres (* 12. Oktober 1903 in Paris; † 9. August 1988 in Meudon) war ein französischer Unternehmensführer in der Kosmetik- und Parfümbranche.

## Leben
Despres wurde 1903 in Paris als Sohn von Émile Despres, Mathematikprofessor an der Sorbonne, und Marie-Louise Pitaluga geboren. Er besuchte das Lycée Jean Baptiste Say und nahm einen Ferienjob beim Kosmetikhersteller Coty an. Er lernte dabei den Unternehmensgründer François Coty kennen, der ihn 1921 in die USA mitnahm, um auf dem amerikanischen Markt zu expandieren. Despres stieg in New York zum Executive Vice President auf. Nach seiner Pensionierung Anfang der 1970er Jahre war er als Berater für Pfizer Inc. tätig, das Coty übernommen hatte. Er war außerdem Vorsitzender und Direktor der Toilet Goods Association, einer Vereinigung der US-amerikanischen Kosmetikhersteller. Er war mit der Hutdesignerin und Hutfabrikantin Lilly Daché verheiratet. Er starb im Alter von 84 Jahren in seinem Haus in Meudon und wurde auf dem Cimetière de Montmartre in Paris begraben.